# Écully
Écully este o comună în departamentul Rhône din sud-estul Franței. În 2009 avea o populație de 18.071 de locuitori.

## Evoluția populației
| An        | 1975   | 1982   | 1990   | 1999   | 2006   | 2009   |
| --------- | ------ | ------ | ------ | ------ | ------ | ------ |
| Populație | 17.944 | 17.865 | 18.360 | 18.011 | 18.249 | 18.071 |

## Educație
- École centrale de Lyon
- EMLYON Business School